# Canet d'Adri
Canet d'Adri è un comune spagnolo situato nella comunità autonoma della Catalogna.